# Fencing
Fencing é um curta-metragem experimental estadunidense de 1892, dirigido por William K.L. Dickson para o Edison Studios, de Thomas Edison. Mostra dois homens em um duelo de esgrima. Foi filmada usando a tecnologia do cinetógrafo. 